# Angelo Mariani (direttore d'orchestra)
Angelo Maurizio Gaspare Mariani (Ravenna, 11 ottobre 1821 – Genova, 13 giugno 1873) è stato un direttore d'orchestra italiano.
Le sue opere e soprattutto le sue direzioni d'orchestra gli fruttarono il plauso di compositori di fama internazionale come Giuseppe Verdi, Giacomo Meyerbeer, Gioachino Rossini e Richard Wagner, e fu nello specifico un amico di lunga data di Verdi, anche se poi la loro amicizia si interruppe drammaticamente. Egli condusse l'anteprima mondiale dell’Aroldo di Verdi e dell’Amleto di Franco Faccio oltre a 4 première italiane (L'Africana di Meyerbeer, il Don Carlos di Verdi ed il Lohengrin ed il Tannhäuser di Wagner).

## Biografia
Angelo Mariani nacque a Ravenna nel 1821. Studiò violino all'Accademia Filarmonica di Ravenna. All'età di 15 anni già suonava in concerti nell'area della Romagna ma poi decise di perfezionarsi nello studio di armonia e composizione. Egli successivamente studiò armonia e composizione col nobile e sacerdote Girolamo Roberti e col monaco Levrini, pupillo di Stanislao Mattei, al monastero di Ravenna.
Nel 1843 venne ammesso come suonatore di viola nell'orchestra dell'opera di Macerata e scrisse anche due ouverture che poi suonò col gruppo. Si recò dunque a Faenza nel 1844 come maestro e direttore d'orchestra nella locale Accademia. Una delle sue ouverture giunse all'orecchio di Gioachino Rossini che decise di eseguirla. Egli lavorò poi a Trento (dove fece il proprio debutto come direttore d'orchestra operistico), a Bologna (dove studiò contrappunto con Marchesi) e a Messina. In quest'ultima tappa, l'orchestra si rifiutò di suonare con lui a dirigerla ed egli si dedicò quindi a scrivere delle partiture per la banda di ottone del Reale Orfanotrofio di Messina e per la locale accademia. Dopo altri lavori a Napoli, Bologna e Messina (dove l'orchestra gli era ostile, ma questa volta egli fu in grado di dirigerla), nel 1846 iniziò la propria carriera come direttore d'orchestra a Milano. Egli fece la propria prima apparizione al Teatro Re e poi al Teatro Carcano. Diresse anche a Stradella e a Vicenza.

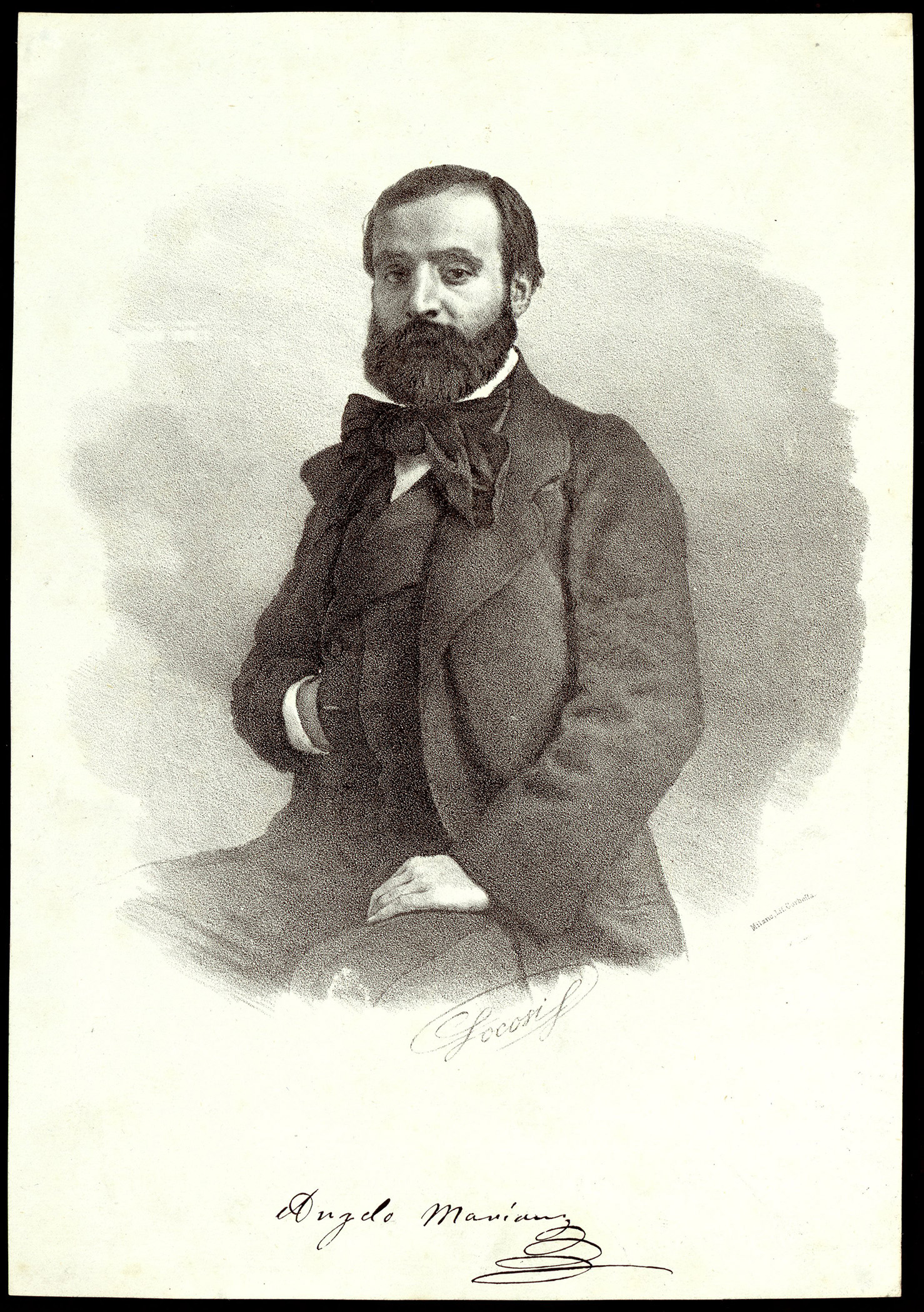
Ritratto di Mariani di Roberto Focosi

Egli fu tra i primi a richiedere l'abolizione dell'antico sistema nel quale un'orchestra operistica veniva condotta sia da un maestro concertatore al clavicembalo sia dal primo violinista e fu probabilmente questo il principale problema che gli attirò le ire dell'orchestra di Messina.
Egli ebbe il proprio primo grande successo con I due Foscari di Giuseppe Verdi (1846) e poi col Nabucco (1847), entrambi rappresentati a Milano.
Nel settembre del 1847 egli condusse la musica di Giovanni Pacini per una rappresentazione del Sofocle e dell'Edipo Re, con un coro ed un'orchestra colossali. Questo gli portò la nomina a direttore presso l'Hofteatret di Copenaghen nel novembre di quello stesso anno. Mentre si trovava nella capitale danese, il re Cristiano VIII morì e la messa che Mariani scrisse per il defunto monarca venne eseguita per ben due volte.
Mariani ritornò in Italia durante la rivoluzione del marzo del 1848 e si arruolò tra i volontari. Da qui, egli si recò poi a Costantinopoli dove diresse il Teatro Italiano per due anni di seguito, in successione di Giuseppe Donizetti. Trovandosi nella capitale turca compose anche due cantate drammatiche e, in occasione della visita del sultano Abdülmecid I al ricostruito Teatro Naum, egli compose un nuovo inno nazionale con testo in turco.
Nel dicembre del 1851 egli tornò a Messina per quattro mesi, prima di recarsi a Napoli per poi divenire direttore d'orchestra al Teatro Carlo Felice di Genova. A Genova, Mariani era intenzionato a rimanere solo per pochi mesi, ma il suo contratto venne reso permanente ed egli trascorse nella città marittima gran parte del resto della sua vita, morendovi anche. La sua posizione era ora di molto rafforzata e le offerte di lavoro gli piombarono da Parigi, Madrid e Napoli, ma egli preferì sempre rimanere a Genova. Incontrò Giuseppe Verdi per la prima volta nel 1853 e da allora tra i due nacque una stretta amicizia.
Il 16 agosto 1857 condusse la prima performance dell' Aroldo di Verdi (rivisitazione del primo Stiffelio dello stesso Verdi), al Teatro Nuovo di Rimini. Il 30 maggio 1865 condusse la prima dell'Amleto di Franco Faccio al Teatro Carlo Felice di Genova. Nel 1865 condusse la première italiana de L'Africana di Giacomo Meyerbeer al Teatro Comunale di Bologna. Il 27 ottobre 1867 condusse la prima italiana del Don Carlos di Verdi sempre a Bologna.

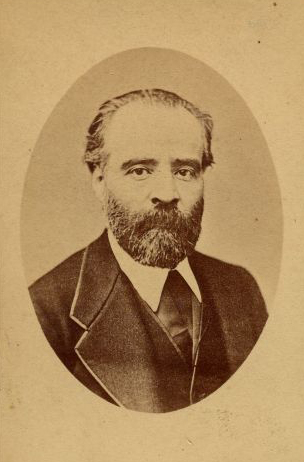

Sul finire del 1868 Verdi chiese a Mariani di divenire il direttore dell'orchestra che avrebbe dovuto eseguire una Messa da Requiem che si stava pianificando in onore di Gioachino Rossini, che era morto il 13 novembre precedente. Questa avrebbe portato alla collaborazione tra 13 compositori, tra cui lo stesso Verdi, e ciascuno di questi ne avrebbe scritto una parte. Mariani accettò di essere coinvolto nell'organizzazione, anche se contemporaneamente egli accolse l'invito del comune di Pesaro a condurre una messa locale in onore dell'onomastico del defunto compositore. Il giorno di San Gioacchino cadeva molto prima rispetto alla data della commemorazione un anno dopo la morte prevista dalla messa preventivata da Verdi e come tale lo stesso Giuseppe Verdi interpretò tal gesto da parte di Mariani come una vera e propria mancanza di rispetto nei suoi confronti. Il 4 novembre del 1869, a pochi giorni dalla data stabilita per l'esecuzione della messa, con grande dispiacere di Verdi, il comitato si sciolse ufficialmente ed abbandonò il progetto pur avendo Verdi già composto il Libera me Domine. Questo fu l'atto che incrinò l'amicizia tra Verdi e Mariani. Negli anni successivi Mariani iniziò a declinare con la propria salute e si sfogava scrivendo lettere d'ammirazione e stima a Verdi, ma il compositore si rifiutò sempre di rispondergli, continuando a considerare il Mariani come il responsabile del fallimento del Requiem per Rossini. A complicare tutto questo vi era poi la relazione amorosa tra Mariani e il soprano Teresa Stolz, favorita di Verdi (fu la prescelta dal maestro bussetano per il ruolo di protagonista nell'Aida alla prima italiana dell'opera che si tenne a Milano nel febbraio del 1872). Mariani e la Stolz erano fidanzati ufficialmente e sul punto di sposarsi quando, nel 1871, ella lo lasciò in circostanze ancora oggi poco chiare. Il giornale Il pungolo accusò la Stolz di avere una relazione con Verdi il che fece precipitare ancora di più Mariani nell'oblio.
Malgrado l'astio di Verdi nei confronti di Mariani come persona, egli continuava a rispettarlo come grande direttore d'orchestra ed è per questo che nel dicembre del 1871 egli venne prescelto per dirigere l'Aida alla prima mondiale che si tenne a Il Cairo in sua vece. Mariani declinò l'offerta cogliendo la scusa di non trovarsi a suo agio nel viaggio il che ad oggi possiamo dire fosse una valida motivazione, data dai sintomi del cancro che lo stava lentamente divorando e che lo ucciderà nel giro di due anni. A ogni modo questo fatto non servì ad altro che ad accentuare la distanza tra i due musicisti che non si riappacificarono mai più.
Il 1º novembre 1871 (qualcuno disse per dispetto), Mariani condusse la prima italiana del Lohengrin di Richard Wagner al Teatro Comunale di Bologna, con grandioso successo. Il 9 novembre di quello stesso anno, Verdi presenziò tra il pubblico alla performance del Lohengrin e annotò su una copia dello spartito per canto e pianoforte le sue impressioni e opinioni su Wagner e sulla sua musica. Nel 1872 Mariani condusse la prima italiana del Tannhäuser di Wagner sempre a Bologna ma questa ebbe meno successo del Lohengrin.
Durante questo ultimo travagliato periodo, Mariani compose un gran numero di canzoni, molte delle quali sono ancora oggi conservate.
Nel giugno del 1873, all'età di 51 anni, Angelo Mariani morì di cancro nel suo attico di Palazzo Sauli, casa che per anni aveva condiviso con Giuseppe Verdi a Genova.
Il Teatro Angelo Mariani di Sant'Agata Feltria (costruito nel 1605) venne ridedicato in suo onore dopo la sua morte ed oggi in suo onore a Ravenna esiste l'Associazione Musicale Angelo Mariani.